# 作劇舎
作劇舎（さくげきしゃ）は、演出家・川和孝が主宰する劇作家を育てるための劇作研究会である。

## 概要
1984年2月に研究会として発足した。

## 発行物
- 「作劇1号」　1984年 1月
- 「作劇2号」　1986年 5月
- 「作劇3号」　1986年11月
- 「作劇4号」　1987年11月
- 「作劇5号」　1989年 4月
- 「作劇6号」　1991年 2月
- 「作劇7号」　1993年 5月
- 「作劇8号」　1994年12月
- 「作劇9号」　2003年 7月
- 「作劇10号」　2006年 7月